# Temnothorax leoni
Temnothorax leoni is een mierensoort uit de onderfamilie van de Myrmicinae. De wetenschappelijke naam van de soort is voor het eerst geldig gepubliceerd in 1971 door Arnoldi.